# Грінс
Грінс (нім. Grins) — громада округу Ландек у землі Тіроль, Австрія.
Грінс лежить на висоті 1006 м над рівнем моря і займає площу 21,1 км². Громада налічує 1386 мешканців.
Густота населення 66/км².
|                                |
| Грінс на мапі округу та землі. |

 Адреса управління громади: Grins Nr. 57, A-6591 Grins.